# روابط کوبا و مالزی
روابط کوبا و مالزی (انگلیسی: Cuba–Malaysia relations) به روابط دیپلماسی دو جانبه بین کوبا و مالزی اشاره دارد. روابط دیپلماتیک بین دو کشور در روز ۶ فوریه ۱۹۷۵ برقرار گردید، سفارت کوبا در کوالا لامپور در سال ۱۹۹۷ گشایش یافت در حالیکه مالزی در ماه فوریه ۲۰۰۱، نمایندگی خود را در هاوانا افتتاح کرد. هر دو کشور عضو گروه ۷۷، جنبش عدم تعهد و سازمان ملل متحد هستند.